# Zhou Qi
Dans ce nom, le nom de famille, Zhou, précède le nom personnel.
Zhou Qi, (en chinois : 周琦, en Hanyu pinyin : Zhōu Qí), né le 16 janvier 1996, à Xinxiang en Chine, est un joueur chinois de basket-ball, évoluant aux postes d'ailier fort et de pivot.

## Biographie
En juillet 2017, Zhou signe un contrat de quatre ans avec les Rockets de Houston.
Le 18 décembre 2018, il est coupé par les Rockets de Houston.
Le 15 août 2019, il retourne en Chine et signe en faveur des Xinjiang Flying Tigers.

## Palmarès
- Champion d'Asie 2015
- Champion de Chine en 2017